# Patientklagenævn
Et patientklagenævn er en offentlig instans, hvor patienter kan klage over den behandling, de har modtaget (eller evt. ikke har modtaget) i forbindelse med sygdom.

## Psykiatrisk patientklagenævn
Ved hvert statsforvaltning findes et psykiatrisk patientklagenævn bestående af statsamtmanden som formand samt to medlemmer. Medlemmerne beskikkes af justitsministeren efter råd fra henholdsvis lægeforeningen og SIND. 
Patientklagenævnet behandler klager inden for psykiatrien vedrørende tvangsindlæggelse, tvangstilbageholdelse, fysisk magtanvendelse (herunder bæltefiksering) samt tvangsbehandling.
Patientklagenævnets afgørelser kan påklages til domstolene og til Sundhedsvæsenets Patientklagenævn.